# Rite Here Rite Now
Rite Here Rite Now è un film-concerto della rock band svedese Ghost del 2024 diretto da Tobias Forge e Alex Ross Perry. Il concerto è stato registrato al Kia Forum di Inglewood, in California, durante le ultime due date nordamericane del tour di concerti Re-Imperatour del 2023. Il film include una storia basata sulla webserie prodotta dalla band, che incorpora personaggi di fantasia e tradizioni proprie del gruppo.
Rite Here Rite Now è stato distribuito nei cinema di tutto il mondo da Trafalgar Releasing il 20 e 22 giugno 2024.

## Trama
Il film documenta due spettacoli dei Ghost durante il loro tour Imperatour, tenutisi al Kia Forum di Inglewood, California, l'11 e il 12 settembre 2023. A differenza di altri spettacoli del tour, è stata implementata una rigorosa politica di divieto di uso dello smartphone per gli spettatori così da impedire fotografie e/o registrazioni.
Oltre alle riprese del concerto, Rite Here Rite Now contiene una storia narrativa basata sulla tradizione immaginaria che circonda la band.

## Produzione
Il frontman dei Ghost Tobias Forge ha dichiarato che quando la band ha firmato con la Loma Vista Recordings, il CEO Tom Whalley ha chiesto quale fosse la storia della band. Forge ha risposto: "Se avesse voluto una storia, avrei potuto inventarne una. Questo film è il frutto di quella conversazione".
Il regista Alex Ross Perry ha dichiarato che le ispirazioni per il film spaziano dal film dei Sex Pistols, La grande truffa del rock 'n' roll, al lavoro di Ralph Bakshi, fino all'album live della band americana Kiss, Alive II .
Il regista e il direttore della fotografia/montatore Robert Kolodny hanno lavorato a diversi album dei Ghost, incluso il video musicale per la cover della canzone dei Genesis "Jesus He Knows Me" così come il mockumentary Metal Myths: Ghost Pt. 2.